# Uranverein

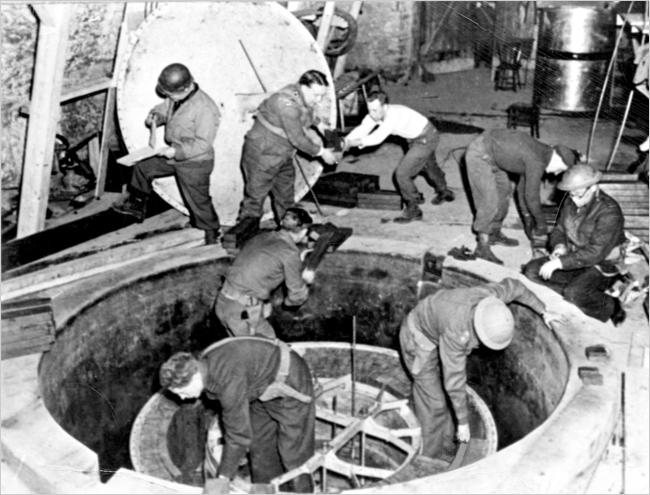
Spojenečtí vojáci kontrolují německý experimentální reaktor v Haigerlochu (duben 1945)

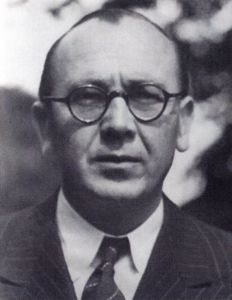
Kurt Diebner

Uranverein (Uranový spolek) byl vědecký výzkumný projekt nacistického Německa s cílem vyvinout jaderné technologie, včetně jaderných zbraní. Prošel několika fázemi, ale většina historiků soudí, že nedosáhl mnoha cílů, a že navzdory tehdejším obavám a některým populárním teoriím Němci nikdy nebyli blízko k výrobě atomové bomby. 
První výzkum započal v dubnu 1939, jen několik měsíců po objevu jaderného štěpení Otto Hahnem v prosinci 1938, ale skončil krátce před německou invazí do Polska, kdy bylo mnoho významných fyziků povoláno do Wehrmachtu. Druhá fáze začala pod vedením divize vývoje zbraní Wehrmachtu zvané Heereswaffenamt, a to 1. září 1939. Program se nakonec rozdělil do tří hlavních aktivit: 1) Uranmaschine (vývoj jaderného reaktoru), 2) produkce uranu a těžké vody, 3) separace izotopů uranu. Nakonec se usoudilo, že jaderné štěpení k válečnému snažení významně nepřispěje, a v lednu 1942 Heereswaffenamt předal program Říšské výzkumné radě (Reichsforschungsrat). Program byl pak rozdělen mezi devět hlavních ústavů, kde ředitelé ovládali výzkum a stanovovali si vlastní cíle. Nejdále došli v Lipsku, kde byl pod vedením Wernera Heisenberga sestaven pravděpodobně první funkční pokusný jaderný reaktor na světě, v němž skutečně docházelo k omezenému jadernému štěpení. V červnu 1942 však reaktor z dosud neobjasněných příčin explodoval. Počet vědců pracujících na jaderném štěpení se ale neustále snižoval, mnozí byli přesouváni k plnění naléhavějších úkolů a rozvíjení perspektivnějších projektů. Nacistický ministr průmyslu Albert Speer v rámci Norimberského procesu vypověděl, že německý vůdce Adolf Hitler ztratil o projekt jaderné zbraně zájem, když v roce 1942 dostal odpověď, že ji nelze vyvinout do třičtvrtě roku.
Nejvlivnějšími lidmi v Uranvereinu byli Kurt Diebner, Abraham Esau, Walther Gerlach a Erich Schumann, a to přesto, že s výzkumem jsou často spojována známější jména jako Walther Bothe, Otto Hahn nebo Werner Heisenberg. Spekuluje se o tom, zda někteří z vědců vývoj cíleně nebrzdili (tuto stále více odmítanou teorii šířil po válce zejména Heisenberg, například ve svých pamětech Část a celek, patrně s cílem obhájit sám sebe). Hlavní příčinou zpoždění výzkumu však bylo spíše vyhnání mnoha špičkových vědců z univerzit a vědeckých ústavů z politických a rasových důvodů, k němuž docházelo již od roku 1933, kdy se nacisté chopili moci. Řada z těchto vědců odešla do Spojených států, kde přivedla analogický americký projekt Manhattan k úspěšnému dokončení jaderné zbraně. Jistou roli při brzdění německého výzkumu sehrála také proslulá akce norských odbojářů zvaná Operace Telemark, při níž byla zničena továrna na výrobu těžké vody Vemork u norského městečka Rjukan v kraji Telemark. 
Značné rozdíly mezi úspěšným projektem Manhattan a neúspěšným Uranvereinem byly i ve financování a organizaci. Německý historik Klaus Hentschel shrnul rozdíly takto: "Ve srovnání s britským a americkým výzkumem byl Uranverein pouze volně propojenou, decentralizovanou sítí výzkumníků se zcela odlišnými výzkumnými programy. Spíše než týmovou práci jako na americké straně najdeme na německé straně tvrdohlavou soutěživost, osobní rivalitu a boj o omezené zdroje." Řečí čísel projekt Manhattan spotřeboval přibližně 2 miliardy amerických dolarů (asi 32,2 miliardy dolarů v hodnotě roku 2021) a zaměstnával na svém vrcholu asi 120 000 lidí. Nepřímo bylo do projektu Manhattan zapojeno asi 500 000 lidí, téměř 1 % veškeré civilní pracovní síly USA. Uranverein měl rozpočet pouhých 8 milionů říšských marek, což odpovídá asi 2 milionům amerických dolarů, neboli jedné tisícině amerických výdajů.
1. května 1945 bylo devět vědců Uranového spolku zatčeno západními spojenci v rámci operace Epsilon. Poté byli vědci internováni až do ledna 1946 ve Farm Hall v Anglii. Zde byli odposloucháváni, aby spojenci zjistili, jak moc byli Němci blízko sestrojení atomové bomby. Také Sověti zadrželi některé jaderné vědce, Manfred von Ardenne pro ně pak musel pracovat až do roku 1955.